# Цац, Феодосий Иванович
Феодосий Иванович Цац (1760-е — 1829) — контр-адмирал, участник русско-шведской войны 1788—1790 годов.

## Биография
Происходил из причерноморских греков. Мальчиком был привезён в Россию и в числе первых воспитанников 13 ноября 1775 года зачислен в петербургскую Греческую гимназию; 3 марта 1783 года был произведён в подпоручики армейской пехоты и определён к Морскому кадетскому корпусу, 1 мая 1784 года переименован в мичманы.
В 1788 году, в чине лейтенанта, на корабле «Болеслав» участвовал в Гогландском сражении; в 1789 году на корабле «Память Евстафия» был в крейсерстве с флотом в Балтийском море и участвовал в Эландском сражении, а в 1790 году на корабле «Князь Владимир» — участвовал в Красногорском и Выборгском сражениях.
В 1796 году получил чин капитан-лейтенанта. В 1798—1800 годах на корабле «Северный Орёл», в эскадре вице-адмирала Тета, перешёл из Архангельска к берегам Англии, плавал в Немецком море и участвовал в десантной высадке на голландский берег.
Потом Цац служил в Балтийском флоте и в Архангельске, где в 1808—1811 годах был помощником главного командира порта, а с 1811 по 1816 год командовал 4-м ластовым экипажем в Санкт-Петербурге, после чего переведён из Балтийского в Черноморский флот и был командиром 44-го флотского экипажа. Капитан 2-го ранга с 1807 года и капитан 1-го ранга с 1810 года.
26 ноября 1816 года за проведение 18 морских полугодовых кампаний получил орден св. Георгия 4-й степени (№ 3045 по кавалерскому списку Григоровича — Степанова).
22 марта 1823 года Цац был произведён в капитан-командоры и назначен управляющим временной счётной комиссией при Черноморском департаменте в Николаеве, а 6 декабря 1826 года произведён в контр-адмиралы и назначен обер-интендантом Черноморского правления.
В 1828 году по неустановленной причине был отдан под суд и, не дождавшись приговора, умер 2 (14) октября 1829 года в Севастополе.
Имел сына Николая — контр-адмирал с 3 июня 1885 года, скончавшийся от апоплексии мозга 28 июня 1893 года в возрасте 65 лет и похороненный на 2-м Христианском кладбище Одессы.